# تايرون ماريا
تايرون ماريا (بالهولندية: Tyrone Maria)‏ (24 سبتمبر 1984 في كوراساو - ) هو لاعب كرة قدم هولندي في مركز الهجوم. شارك مع منتخب جزر الأنتيل الهولندية لكرة القدم ومنتخب كوراساو لكرة القدم. أما مع النوادي، فقد لعب مع SV Hubentut Fortuna ‏ وSV Bubali ‏ وSV La Fama ‏.

## وصلات خارجية
- تايرون ماريا على موقع قاعدة بيانات كرة القدم.إي يو (الإنجليزية)
- تايرون ماريا على موقع ناشيونال فوتبول تيمز (الإنجليزية)